# Mira Thiel
Mira Thiel (* 1979 in München) ist eine deutsche Drehbuchautorin und Filmregisseurin.

## Leben
Thiel wurde in München geboren und ist die Tochter der bulgarischen Medizinerin Antonia Thiel und des deutschen Onkologen Eckhard Thiel. Erste praktische Erfahrungen sammelte sie mit 17 Jahren als Setpraktikantin bei der US-amerikanischen Fernsehserie Akte X – Die unheimlichen Fälle des FBI.
Ab 2000 arbeitete sie zunächst als Junior Creative Producerin bei der DoRo Produktion sowie als freie Musikvideoregisseurin für die Firma Blow-Film. Von 2001 bis 2006 absolvierte Thiel ein Regiestudium an der Deutschen Film- und Fernsehakademie Berlin (DFFB). Nach ihrem Abschluss arbeitete sie für verschiedene TV-Formate wie Galileo Mystery und Terra X und inszenierte Dokumentationsreihen. Im Januar 2015 wurde ihr erster abendfüllender Spielfilm Gut zu Vögeln veröffentlicht.
Thiel ist Mitglied im Bundesverband Regie (BVR).

## Filmografie (Auswahl)

### Regie
- 2014: Der Traum von Olympia (TV-Dokudrama)
- 2016: Gut zu Vögeln
- 2019: Der Bulle und das Biest (TV-Serie)
- 2019: Song für Mia (TV-Film)
- 2020: Tatort: Der letzte Schrey
- 2021: Tatort: Der feine Geist
- 2021: Rumspringa – Ein Amish in Berlin
- 2022: Unsere wunderbaren Jahre (Fernsehserie, 6 Folgen)
- 2024: Tatort: Am Tag der wandernden Seelen